# Hagéville

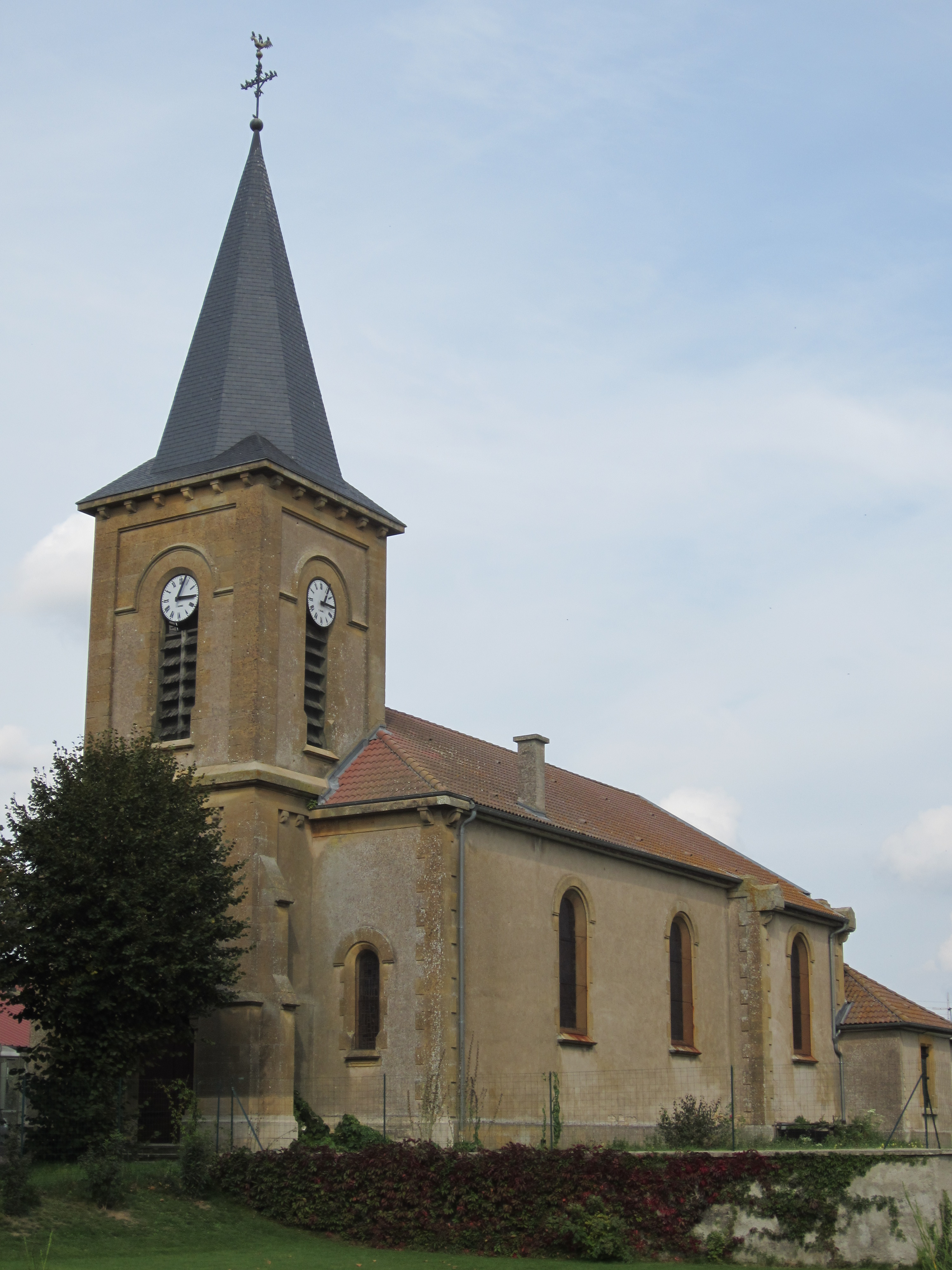
Kościół św. Hilarego (2011)

Hagéville – miejscowość i gmina we Francji, w regionie Grand Est, w departamencie Meurthe i Mozela.
Według danych na rok 1990 gminę zamieszkiwały 94 osoby, a gęstość zaludnienia wynosiła 11 osób/km² (wśród 2335 gmin Lotaryngii Hagéville plasuje się na 951. miejscu pod względem liczby ludności, natomiast pod względem powierzchni na miejscu 705.).

## Populacja

Populacja Hagéville w latach 1962–2008